# 크레이그 도슨
크레이그 도슨(Craig Dawson, 1990년 5월 6일, 잉글랜드 로치데일 ~ )은 잉글랜드 출신 프로 축구 선수이다. 현재 소속팀은 울버햄프턴 원더러스이며 포지션은 수비수로 활약한다.